# Rue Léon-Bonnat
La rue Léon-Bonnat est une voie du 16e arrondissement de Paris, en France.

## Situation et accès
La rue Léon-Bonnat est une voie publique située dans le 16e arrondissement de Paris. Elle débute au 16, rue Ribera et se termine en impasse.
Le quartier est desservi par la ligne 9, à la station Jasmin.

## Origine du nom

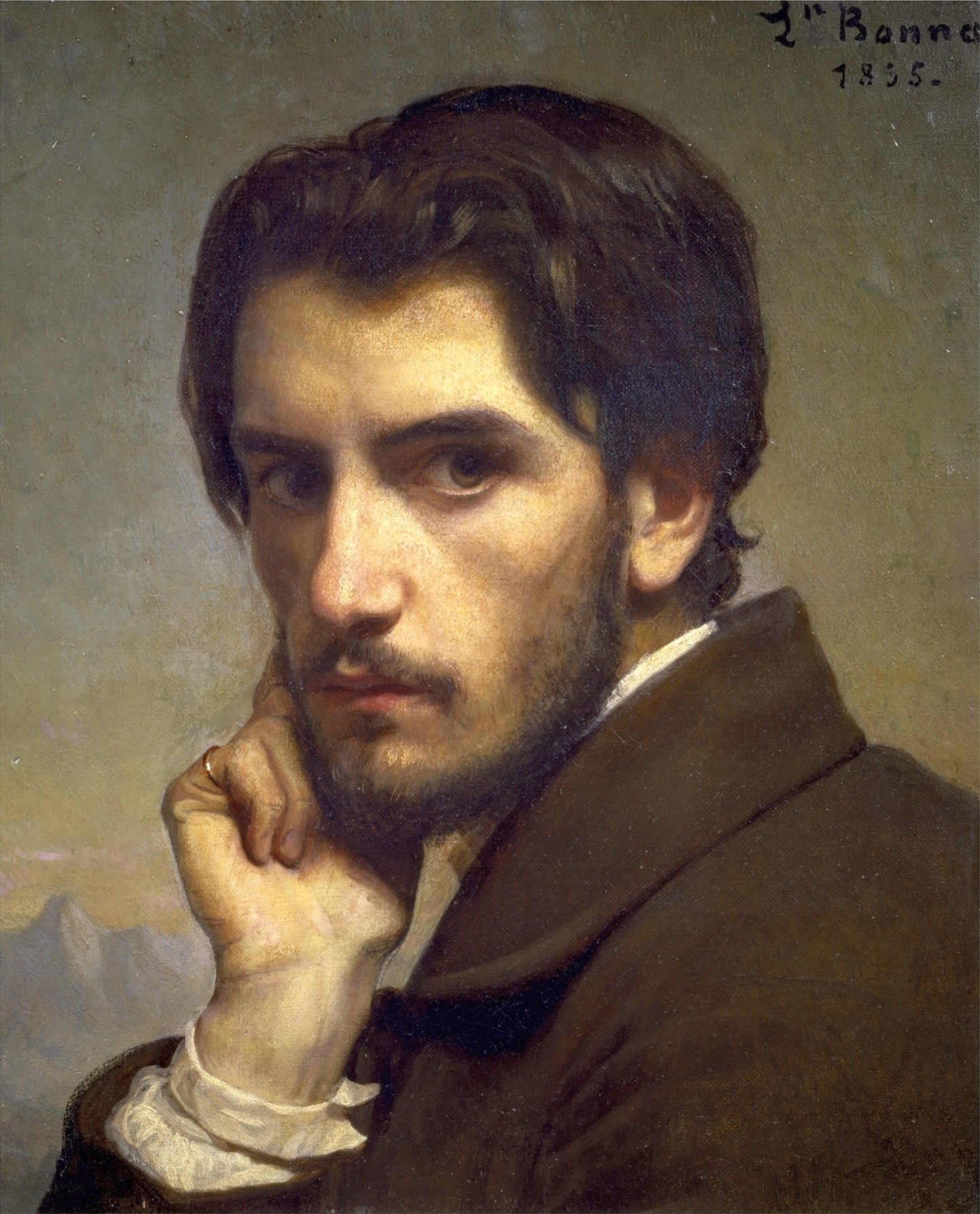
Léon Bonnat, Autoportrait.

Elle porte le nom du peintre et dessinateur français Léon Bonnat (1833-1922).

## Historique
Cette voie est ouverte sous sa dénomination actuelle en 1925 et classée dans la voirie parisienne par un décret du 2 mai 1968.
Il s'agit à l'origine d'une voie privée.
Contrairement à l'usage à Paris, les numéros impairs sont à droite. Le square Villaret-de-Joyeuse présente la même particularité. Il y a d'autres cas.
Au fond de l'impasse est visible la chapelle Sainte-Thérèse de la fondation d'Auteuil voisine.
Les quatre numéros pairs sont dus à l'architecte Henri Dubouillon. En fait, il n'y a pas de no 2 car c'est le coin du no 18, rue Ribera, immeuble également réalisé par Dubouillon. Les quatre immeubles sont différents et signés. Comme souvent, Leprieur et fils sont les entrepreneurs associés.